# Книгозбірні викладачів та випускників Київської академії
Книгозбірні викладачів та випускників Київської академії

Джерелом для загального аналізу репертуарів приватних бібліотек викладачів і тих випускників Київської академії (див. Києво-Могилянська академія), які стали церковними ієрархами Російської держави та Російської імперії є посмертні описи їхнього майна, що складалися і надсилалися до Найсвятішого Синоду (див. Синод) для ухвали ним рішення про подальшу долю цього майна, у тому числі й книг. Іноді на майно претендували спадкоємці, але книги, як правило, залишалися при єпископських кафедрах, передавалися Київській академії, Московській слов'яно-греко-латинській академії, семінаріям, Синодальній бібліотеці. Деякі з цих книг сьогодні виявлені в книжних зібраннях Москви, Санкт-Петербурга, Іркутська, Тобольська, Тюмені, В'ятки, ведеться їх пошук у Новгороді, Пскові, Смоленську та інших містах РФ.
Описи приватних бібліотек Стефана (Яворського), Димитрія Ростовського та Феофана (Прокоповича) опубліковані в різних виданнях. Каталоги книг багатьох професорів та вихованців Київської академії містяться в оприлюднених М.Петровим «Актах и документах, относящихся к истории Киевской академии» (от. 2, т. 2. К., 1906; т. 4. К., 1904; т. 5. К., 1908). Але переважна більшість описів книжкових зібрань (як правило, досить об'ємних — по кілька сотень назв), у тому числі й церковних ієрархів, ще не опубліковані, вони зберігаються в рукописах у Російському державному історичному архіві (м. Санкт-Петербург, ф. 796).
Тематично склад приватних бібліотек викладачів і вихованців Київської академії, незалежно від кількості наявних у них книжок (наприклад, описи підбірок професорів і ректорів академії Христофора (Чорнуцького) та Сильвестра (Ляскоронського) свідчать, що їхні бібліотеки були невеликими, містили лише необхідні для викладацької діяльності та особистого читання книги), можна групувати за такими основними розділами:

1) видання Святого Письма (див. Біблія) та з питань богослов'я;

2) видання класичної літератури, творів з філософії та історії;

3) популярні книги для читання, календарі, словники, літературні журнали.
Переважали латиномовні видання, були книги церковнослов'янською і російською, частково польською та іншими мовами. Зокрема в бібліотеці Симона (Тодорського; викладач Київської академії, архієпископ Псковський) були книги грецькою, єврейською, німецькою та арабською мовами, у Феофіла (Кролика; архімандрит Новоспаського монастиря в Москві) — німецькою та французькою мовами. У складі бібліотек були також рукописні латиномовні курси поетик, риторик, філософії, рукописи історичних праць книжною українською мовою, а також рукописи партесної музики (див. Партесний спів) і музичних концертів.

## Видання Святого Письма
Із видань Святого Письма у всіх книгозібраннях були Старий і Новий Завіти, зокрема, у Симона (Тодорського) та в Костянтина (Крижановського) — латинською, грецькою та єврейською мовами, а також церковнослов'янською; у Стефана (Калиновського; викладач Київської акад.) була Біблія грецькою, латинською та єврейською мовами, видана 1599. Зберігалися в бібліотеках і видання мусульманського віровчення та Коран. Із богослужбових книг у бібліотеках, як правило, були псалтирі, октоїхи, мінеї, тріоді, акафісти, служебники та ін. Широко представлена патристична літ. (див. Патристика), це твори Василія Великого, Кирила Єрусалимського, Єфрема Сиріна, Івана Золотоустого, Івана Дамаскина, а також Аврелія Августина, Альберта Великого, Томи Аквінського, у багатьох книгозбірках було багатотомне видання Бібліотеки патристики. Богословську літературу складали численні праці європейських учених як православного, так і католицького та протестантського напрямів (див. Православ'я, Католицизм, Протестантизм). Зберігалися твори католицьких богословів 16–17 ст., зокрема, єзуїтів Антоніо Поссевіно, Петра Аркудія та Корнелія Алапіда, історія церкви Цезаря Баронія. Досить повнопредставлено протестантське вчення — праці М.Лютера (його Малий Катехізис, коментарі до послань св. ап. Павла галатам та ін.; див. також Лютеранство), твори Жана Кальвіна (див. Кальвінізм) і Фауста Социна (див. Социніанство).
Простежується особливий інтерес до т. зв. пієтизму, що класифікується вченими як раннє німецьке просвітництво (від лат. pietas — благочестя; містична течія в протестантизмі кін. 17–18 ст., що закликала до поглиблення віри і самовдосконалення). Праці ідеолога цієї течії Йоганна Будде були майже в усіх книжних зібраннях києво-могилянських вихованців. Інтерес до цього вчення поширювався не без впливу Феофана (Прокоповича), він підтримував особисті контакти з німецькими пієтистами, які гуртувалися навколо університету в Галле, зокрема й з Й.Будде.
Теологічні праці Й.Будде «Issagoge historia theologica», «Institutiones theologiae moralis» та «Institutiones theologiae dogmatica» вважалися фундаментальним узагальненням лютеранської етики та догматики. У багатьох описах є праця Й.Будде «Ecclesia Romana cum Ruthenica ineconciliabilis» (1719), написана у відповідь на послання теологів з Сорбонни російському царю Петру І, в якому мова йшла про можливість об'єднання православної та католицької церков. Й.Будде, аналізуючи догматичні розходження між православ'ям та католицизмом, доводив, що таке єднання неможливе (в літературі існує думка, що цей твір написано за участі Феофана (Прокоповича), а Й.Будде його лише видав). Німецький учений був добре обізнаний з богословськими працями київських учених, зокрема критикував «Камінь віри» Стефана (Яворського).
Гальські пієтисти чи не найповніше представлені у бібліотеці Симона (Тодорського). Загалом, за описом майна, укладеним після його смерті, його бібліотека налічувала 701 книгу і брошуру (бібліотека залишилася при архієрейському домі й пізніше — 1817 — була передана Псковській духовній семінарії). Симон (Тодорський) завершив свою освіту в університеті м. Галле і привіз (1738) звідти до Києва «більш як півтонни книг». Згодом у листі до Гіршова в Галле він писав, що «якби тут знали, які я привіз книги, то визнали б мене за єретика, але більшість людей не знають німецької мови». У Галле, імовірно за участі Феофана (Прокоповича), Симон (Тодорський) переклав (проте свою причетність до перекладу приховував усе своє життя) і видав 1735 російською мовою працю протестантського вченого 17 ст. Йоганна Арндта «De vero christianismo». Ця праця (як у перекладі, так і в латиномовному виданні) значиться в багатьох описах (за указом Найсвятішого Синоду 1743 ця книга була заборонена; найбільше примірників її було вилучено з бібліотек у Лівобережній Україні, зокрема з бібліотек Києво-Печерської лаври та Київ. акад.; 1743 цю книгу можна було купити в Києво-Печерській друкарні; 1783 інший вихідець з України, відомий перекладач і видавець П.Богданович мав намір дещо виправити переклад Симона (Тодорського), зняти місця, які суперечать православній догматиці, й знову видати його — з цього приводу він звернувся за дозволом до Найсвятішого Синоду, але одержав відповідь, що «як та книга покійною імператрицею була заборонена, так їй належить і залишатися»).
З кола гальських пієтистів у бібліотеках києво-могилянських вихованців представлені праці Христофора Целярія (видавця творів Гая Плінія Старшого, Марка Туллія Цицерона, Квінта Курція Руфа, а також граматик та історичних лексиконів). Популярністю користувалися теологічні роботи Й.Франке (засновника «східного колегіуму» при Гальському університеті, де вивчалися також і слов'янські мови; пієтисти надавали великого значення вивченню мов, оскільки без доброї філологічної підготовки неможлива була критика Святого Письма; сам Й.Франке написав чимало філологічних коментарів до Біблії). Київські вихованці були обізнані з працями гальського орієнталіста і біблеїста Й.Міхаеліса (видавця Біблії давньоєврейською та грецькою мовами, автора єврейської граматики).
В описах бібліотек згадуються праці протестантських теологів 17ст., зокрема Й.Герхарда (професора теології Єнського університету, автора популярної серед києво-могилянських учених праці «Meditationes sacra et exercitis pietatis», яка багато разів перевидавалася в Єні, Лейпцизі, Страсбурзі, Франкфурті; імовірно, була перекладена І.Максимовичем і видана Чернігівською друкарнею 1710 під назвою «Богомисліє», два видання 1711; також була заборонена Найсвятішим Синодом і вилучалася з бібліотек).

## Класична література
Другим найбільш репрезентативним розділом приватних бібліотек викладачів і вихованців академії є класична література (у всіх описах книг, навіть невеликих, є по кілька таких творів). У описах згадані, зокрема, латинські переклади творів Гомера, Геродота, Еврипіда, Плутарха, Фукідіда, латиномовні твори Тіта Лукреція Кара, Квінта Горація Флакка, Публія Овідія Назона, Публія Вергілія Марона, Марка Туллія Ціцерона, Публія Корнелія Тацита, Гая Плінія Старшого, Валерія Максима, Гая Салюстія Кріспа, Квінта Курція Руфа, Гая Светонія Транквілла. Широко представлена й філософська література. Це насамперед різні видання творів Арістотеля (його філософія була особливо популярною в Київській академії) та коментарі до його праць. В описах бібліотек досить часто фігурують видання творів Діонісія Аеропагіта, значаться праці Платона, Луція Аннея Сенеки, Геракліта, Демокріта. Середньовічна філософія представлена працями Орігена, Р.Бекона, Й.Скота, М.Кузанського, епоха Відродження та Реформації — творами Філіппа Меланхтона і Еразма Роттердамського. З середини 18 ст., коли викладання філософії в академії почало орієнтуватися на праці німецьких учених Й.Вольфа та Ф.Баумейстера, у багатьох бібліотеках з'являються їхні твори, а також праці їхніх колег. Найширше представлені німецькі видання 18 ст., але є і видання 17 ст., а також палеотипи (видання, що здійснені до середини 16 ст.).
Так, у бібліотеці Стефана (Калиновського), яка складалася з 568 книг латинською мовою і 90 — церковнослов'янською та російською, був Новий Завіт, виданий грецькою та латинською мовами у Антверпені 1516. Взагалі, у його бібліотеці чи не найповніше представлена класична та філософська література. Склад бібліотеки Стефана (Калиновського) відповідав його викладацькій, пастирській та проповідницькій діяльності. Він закінчив повний курс Київської академії, 1727–33 викладав в академії риторику та філософію. 1732 Києво-Печерська друкарня опублікувала його філософські тези, винесені на диспут в академії. Далі він став ректором Московської слов'яно-греко-латинської академії, архімандритом Олександро-Невського монастиря, де заснував «латинську школу». 1739 висвячений на єпископа Псковського, 1745 став архієпископом Новгородським. Після його смерті (1753) його бібліотека 1761 була передана новгородському архієпископу. Опис бібліотеки кваліфіковано уклав Г.Полетика, на той час перекладач Найсвятішого Синоду.
Палеотипи зберігалися і в бібліотеці Гедеона (Вишневського;викладач Київ. акад., ректор Моск. слов'яно-греко-лат. акад.,єпископ Смоленський). В описі його великої книгозбірні, що після його смерті дісталася організованій ним у Смоленську «латинській школі», зазначені латиномовні твори Йосифа Флавія (Кельн, 1534), прижиттєве видання творів Еразма Роттердамського (Росток, 1530), твори Марка Туллія Ціцерона (Базель, 1540).

## Популярні книги
В описах бібліотек фігурують праці теоретиків природного права, передусім С.Пуффендорфа. Його «De iure naturae et gentium» та «De officio hominis et civis juxta legem naturalem» були в багатьох книжкових зібраннях. Популярністю користувався також переклад його праці «Введение в европейскую историю» (С.-Петербург, 1718; переклад зробив Гавриїл Бужинський; у книзі викладено історію європейських народів, у тому числі й українців, від найдавніших часів до серед. 17 ст. (її використовував і С.Величко, укладаючи твір «О войні козацкой з поляками»; як переклад, так і лат. оригінал видання значаться в описах майже всіх бібліотек). В описах наявні й твори ін. представників цієї школи — Ю.Ліпсія, Г.Гроція, Т.Гобса.
З книг природничого циклу наук у бібліотеках зберігалися «Евклідові начала геометричні», твори М.Коперника, книга Г.Галілея «Система космічна» (у бібліотеці Гавриїла (Бужинського)), праці Дж. Бруно. В описах багатьох бібліотек є переклад книги французького вченого Б.Фонтенеля «О множестве миров», де викладено вчення про геліоцентричну систему.
В описах бібліотек є граматики та словники, зокрема латинської та грецької (Альвара, Калепіна, Кленарда та ін.), а також єврейської мов.

### Польські книги
Представлена також польська література, хоча і в значно меншому обсязі. Найбільше польські книг було в бібліотеках тих діячів, які свого часу навчалися в польських школах — Стефана (Яворського), Гедеона (Вишневського), Феофілакта (Лопатинського; ректор Моск. слов'яно-греко-латинської акад., архієпископ Тверський і Кашинський), а також у зібраннях професорів академії. Це — видання Святого Письма та теології, проповідницька, житійна і віршована, а також історична і мемуарна література, різного роду календарі, порадники. Серед віршованої літератури відомим і популярним був твір польського поета-гуманіста Я.Кохановського «Psalterz Dawidów», він значиться в описах бібліотек Стефана (Яворського), Феофіла (Кролика), Лаврентія (Горки; викладач Київ. акад., єпископ Астраханський, Рязанський, Вятський), Іннокентія (Неруновича; імовірно, примірник Феофіла, бібліотеку якого Іннокентій, висвячений на єпископа Іркутського, вивіз до Іркутська, де заснував «латинську школу»), Гедеона (Вишневського), Варлаама (Волчанського; намісник Київського Братського Богоявленського монастиря).
Іншим популярним поетом був С.Твардовський, його «Woyna domowa» перекладалася в Україні, використовувалася при укладанні історичних праць С.Величком і С.Лукомським; значиться в описах бібліотек Гедеона (Вишневського), Стефана (Яворського), Гавриїла (Бужинського).
У бібліотеці Гедеона Вишневського був переклад польського поета П.Кохановського пісень з популярної поеми Торквато Тассо «Визволений Єрусалим» (Краків,1684), вірші україно-польського поета Шимона Шимоновича.
Серед книг Лаврентія (Горки) зазначені твори польського поета А.Канона «Kanon poeta liricade Polonis».
Популярними були польські збірники сентенцій під назвами «Апофегмати» та «Фацеції або жарти польські». Вони є в описах бібліотек Стефана (Яворського) і Гедеона (Вишневського), в останнього, як і в Гавриїла (Бужинського), були також «Жарти і фрашки» В.Коховського. Представлена і польськомовна мемуарна літ. 16–17 ст., зокрема опис подорожі до Святих місць кн. М.Радзивілла, опис посольства кн. Х.Збаразького до Туреччини. В бібліотеці Феофіла (Кролика) були латиномовні видання епістолій польс. короля Сигізмунда II Августа та А.Залуського.
Як відомо, викладачі Київ. акад., розробляючи власні курси, широко використовували польську барокову літературну теорію (багато дослідників зазначають, що українська барокова література творилася під впливом польських запозичень форми та засобів стилістики; див. Бароко). В описах їхніх бібліотек є праці польського теоретика бароко і поета М.Сарбєвського. Серед книг Лаврентія (Горки) були «Nomenklator seu dictionarum polonolatinum», Христофора (Чорнуцького) — «Дедікації польські» та «Фама польська». В описах бібліотек зазначені також польс. риторики «Phenix rhetorum» Я.Квяткевича, «Mowca polski» І.Пісарського, «Orator politicus albo wymowny politik» Я.Бочиловича (у бібліотеках Христофора (Чорнуцького), Гедеона (Вишневського), Стефана (Яворського)).
Найповніше представлена польська проповідницька література 17 ст. Церковні діячі використовували проповіді та житія Петра Скарги, твори польського барокового проповідника 1-ї пол. 17 ст. Ф.Бірковського. Серед проповідницької літ. 2-ї пол. 17 ст. були твори Ф.Рихловського, О.Лоренцовича, Я.Крашевського, В.Гутовського, І.Красновського, П.Качинського, Б.Завадського, Я.Ліберіуша, П.Дуніна та ін., видані у Варшаві, Познані, Любліні, Кракові, Каліші, Вільно (нині м. Вільнюс). У деяких зібраннях значаться твори польс. теолога і проповідника Т.Млодзяновського, хоча його стиль гостро критикував Феофан (Прокопович) у своєму курсі риторики, прочитаному в Київ. акад. протягом 1706. Зібрання проповідей Т.Млодзяновського в 4-х томах знаходилося в бібліотеках Димитрія Ростовського, Феофілакта (Лопатинського), Філофея (Лещинського).
У приватних бібліотеках зберігалася польс. правнича літ. (зокрема видання Литовського статуту 1588 (див. Статути Великого князівства Литовського), постанови вальних сеймів), підручники з арифметики, геометрії, книги з медицини, словники, календарі. Особливо популярним був словник Г.Кнапського «Thesaurus polono-latino-grecus», він значиться в описах майже всіх бібліотек.
Великою популярністю у власників бібліотек користувалася польські історичні літописи: хроніки Я.Длугоша, М.Кромера, М.Бєльського (див. Бєльські), М.Стрийковського, А.Гваньїні, М.Кояловича, П.П'ясецького, зазначені в багатьох описах (переважно це польс. видання 17 ст.).

### Книги церковнослов'янською та російською мовами
Книги церковнослов'янською та російською мовами складали, як правило, невелику частину приватних книгозбірень. Це церковнослужебна література Києво-Печерської, Чернігівської, Новгород-Сіверської, Синодальної друкарень. У книгозбірнях 1760–80-х рр. значно ширший за тематикою підбір книг, виданих російською мовою в Москві та С.-Петербурзі. Серед них переклади античної літератури, творів французьких просвітителів, наукові праці, журнали і газети. З вітчизняної історії популярними були «Синопсис», із всесвітньої — «Феатрон или позор исторический» (С.-Петербург, 1724; перекладений за участю Гавриїла (Бужинського); 1749 книга була заборонена й вилучена з бібліотек; до Найсвятішого Синоду надійшло 92 примірники, переважно з Лівобережної України, зокрема 8 книг з Києво-Печерської лаври, а також з бібліотек києво-могилянських вихованців; «Феатрон» також мали бунчукові товариші І.Черниш і Я.Оболонський, лохвицький сотник Кирило Коченевський, Генеральна військова канцелярія та Охтирська полкова канцелярія).

### Французька просвітницька література
Як свідчать описи бібліотек, значний інтерес у їхніх власників викликала французька просвітницька література. У описах значаться «Опыты» М. де Монтеня, «Французская нынешнего времени философия», переклади з Енциклопедії та ін. Ці книги замовляли з Москви та С.-Петербурга. Києво-могилянські бібліофіли стежили за книжними новинками, мали каталоги книг, які видавалися в Західній Європі.

### Українські книги
Власники бібліотек, переважно церковні ієрархи Лівобережжя, були не байдужі до суспільного і політичного життя в Гетьманщині. У чернігівського єпископа Кирила (Лящевецького) були рукописи «Історії казацкої», переклад з польської мови Статуту Великого князівства Литовського, звід законів «Права, за якими судиться малоросійський народ», в описі бібліотеки наступника Кирила — єпископа Феофіла (Ігнатовича) — значиться якийсь правничий кодекс під назвою «Судебник». Паїсій (Яновський; архімандрит Чернігівського Свято-Троїцького Ільїнського монастиря) зберігав рукопис перекладу, виконаного С.Лукомським, творів Йосифа Флавія, віршований твір С.Дівовича «Разговор Великороссии з Малороссией», «Концерты в нотах первого і второго дискантов и первого баса в трьох книгах», а також два портрети Б.Хмельницького на полотні. У бібліотеці Арсенія (Могилянського; митрополит Київський) знаходилися рукописи літописів «Летопись преподобного Нестора Печерского», «Летописец Россійский, состоящий в двух книгах», опис подорожі В.Григоровича-Барського.
У бібліотеках представлена й українська література 17 ст., зокрема твори Лазаря (Барановича), Іоаникія (Ґалятовського), Симеона Полоцького.

### Інше
У бібліотеках були травники і лікарські порадники, календарі. У бібліотеці Феофіла (Кролика) знаходилися видані французькою мовою книги «Наука як на коня сідати», «Садовник голанский на французском и немецком», «Книга любовных разговоров», «Описание и употребление микроскопа». Паїсій (Яновський) мав у своїй бібліотеці «Арабскую сказку тысяча и одна ночь». У різних описах бібліотек є також книги з медицини, праці Гіппократа, географічні твори, зокрема перекладені з німецької мови видання А.Бюшінга, атласи, мемуарна та історична література.